# Acanthocreagris iranica
Espèce
Acanthocreagris iranica est une espèce de pseudoscorpions de la famille des Neobisiidae.

## Distribution
Cette espèce est endémique d'Iran.

## Description
Acanthocreagris iranica mesure de 1,5 à 2 mm.

## Étymologie
Son nom d'espèce lui a été donné en référence au lieu de sa découverte, l'Iran.

## Publication originale
- Mahnert, 1976 : Zur Kenntnis der Gattungen Acanthocreagris und Roncocreagris (Arachnida, Pseudoscorpiones, Neobisiidae). Revue Suisse de Zoologie, vol. 83, no 1, p. 193-214 (texte intégral).